# Alec Station
Unter dem Codenamen Alec Station wurde im Jahr 2006 in der Öffentlichkeit die als Bin Ladin Issue Station bezeichnete Spezialabteilung des US-amerikanischen Auslandsgeheimdienstes CIA bekannt, die seit Januar 1996 als Einheit des U.S. Central Intelligence Agency’s Counterterrorism Center (CTC) damit beauftragt war, Osama bin Laden zu finden, zu observieren und in den späteren Jahren ihn verhaften zu lassen oder zu liquidieren.
Es wurde berichtet, dass trotz hohen Geldeinsatzes die Abteilung schlecht ausgerüstet war und kaum Mitglieder mit geeigneten Fremdsprachenkenntnissen hatte.
Da man mit der Tötung von Abu Musab az-Zarqawi am 7. Juni 2006 einen Erfolg im Krieg gegen den Terror präsentieren konnte, wurde die 2005 erfolgte Auflösung der Abteilung erst ein Jahr später publik gemacht.